# Devīsūktam (Chandipatha)
Za stariji hvalospjev posvećen Božici, pogledajte Devīsūkta.
Devīsūktam (दॆवीसूक्तम्) naziv je za jedan od najpoznatijih hinduističkih hvalospjeva. Dio je teksta zvanog Devi Mahatmya („slava Božice”), u kojem je proslavljena Devi — Božica, koja predstavlja stvarateljsku moć Vrhovnog Bića. Devi Mahatmya je dio spisa naziva Markandeya Purana.
Ovaj je hvalospjev bitan u tantri te ga vjernici koriste tijekom štovanja u hramovima posvećenim mnogobrojnim oblicima Božice.

## Sadržaj
Spis Devi Mahatmya predstavlja Božicu kao pobjednicu nad zlom, koje je predstavljeno likom demona Mahishasure. Premda je taj demon pobijeđen, demonska braća Sumbha i Nisumbha napadnu bogove, koji, pobijeđeni i oslabljeni, odlaze na Himalaju, gdje mole Božicu za pomoć. 
Božica je proslavljena kao sila koja prožima svemir, zbog čega je nazvana Prakriti („priroda”). Budući da je Božica nepobjediva, ona je Durga („tvrđava”). Božica se pojavljuje u obliku svjesnosti, oštroumnosti, sna, gladi, sjene, snage, žeđi, strpljenja, poniznosti, mira, vjere, ljepote, obilja, sjećanja, suosjećanja, punine, majke i privida.